# Weisweil
Weisweil település Németországban, azon belül Baden-Württembergben. Lakosainak száma 2250 fő (2023. december 31.). Weisweil Artolsheim községgel határos.

## Népesség
A település népessége az elmúlt években az alábbi módon változott:
| Lakosok száma | 1393 | 2139 | 2124 | 2164 | 2233 | 2250 |
|               | 1975 | 2017 | 2019 | 2021 | 2022 | 2023 |